# Геррнгірсдорф
Геррнгірсдорф (нім. Herrngiersdorf) — громада в Німеччині, знаходиться в землі Баварія. Підпорядковується адміністративному округу Нижня Баварія. Входить до складу району Кельгайм. Складова частина об'єднання громад Лангквайд.
Площа — 25,15 км2. Населення становить 1324 ос. (станом на 31 грудня 2020).

## Галерея

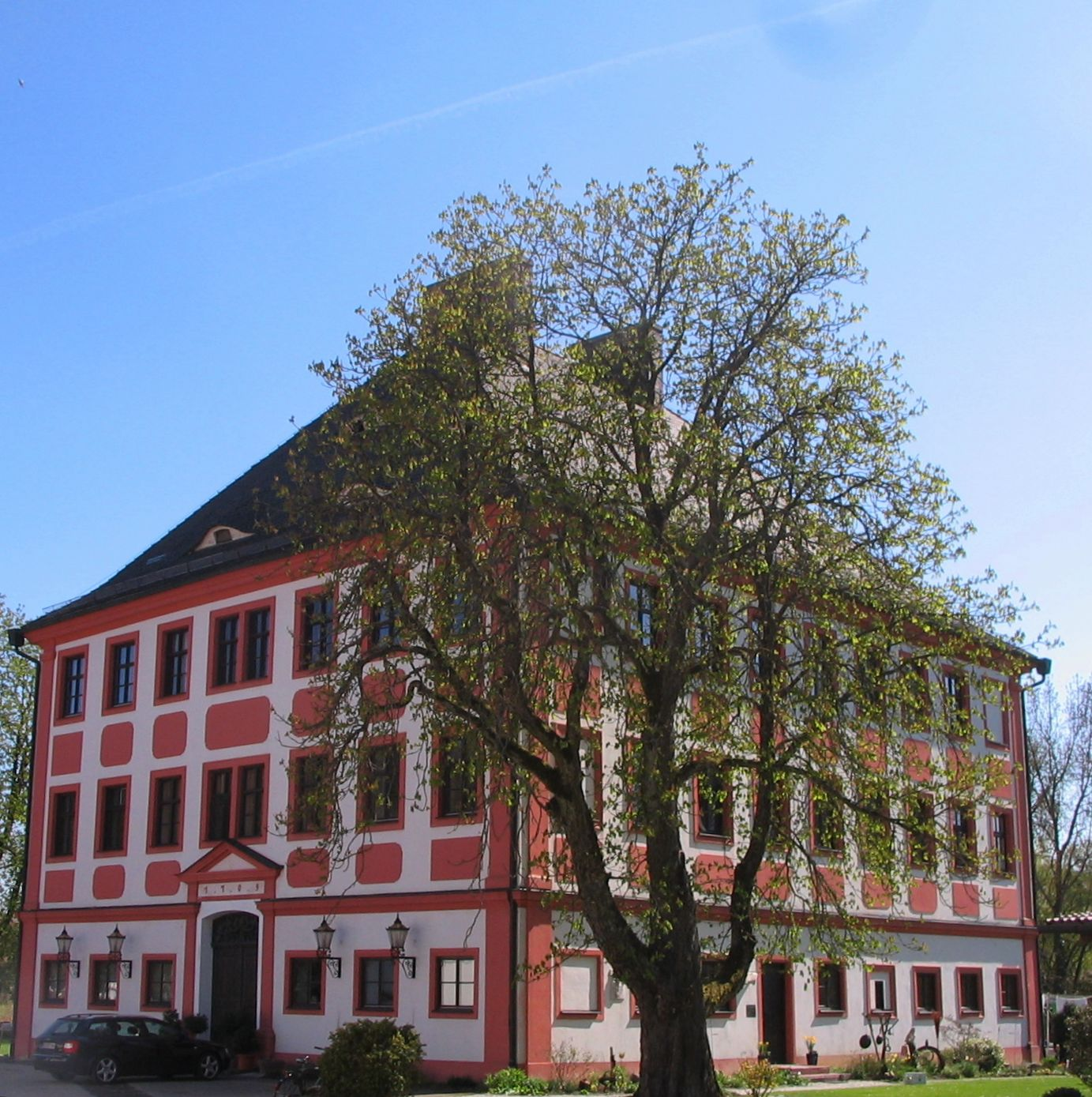
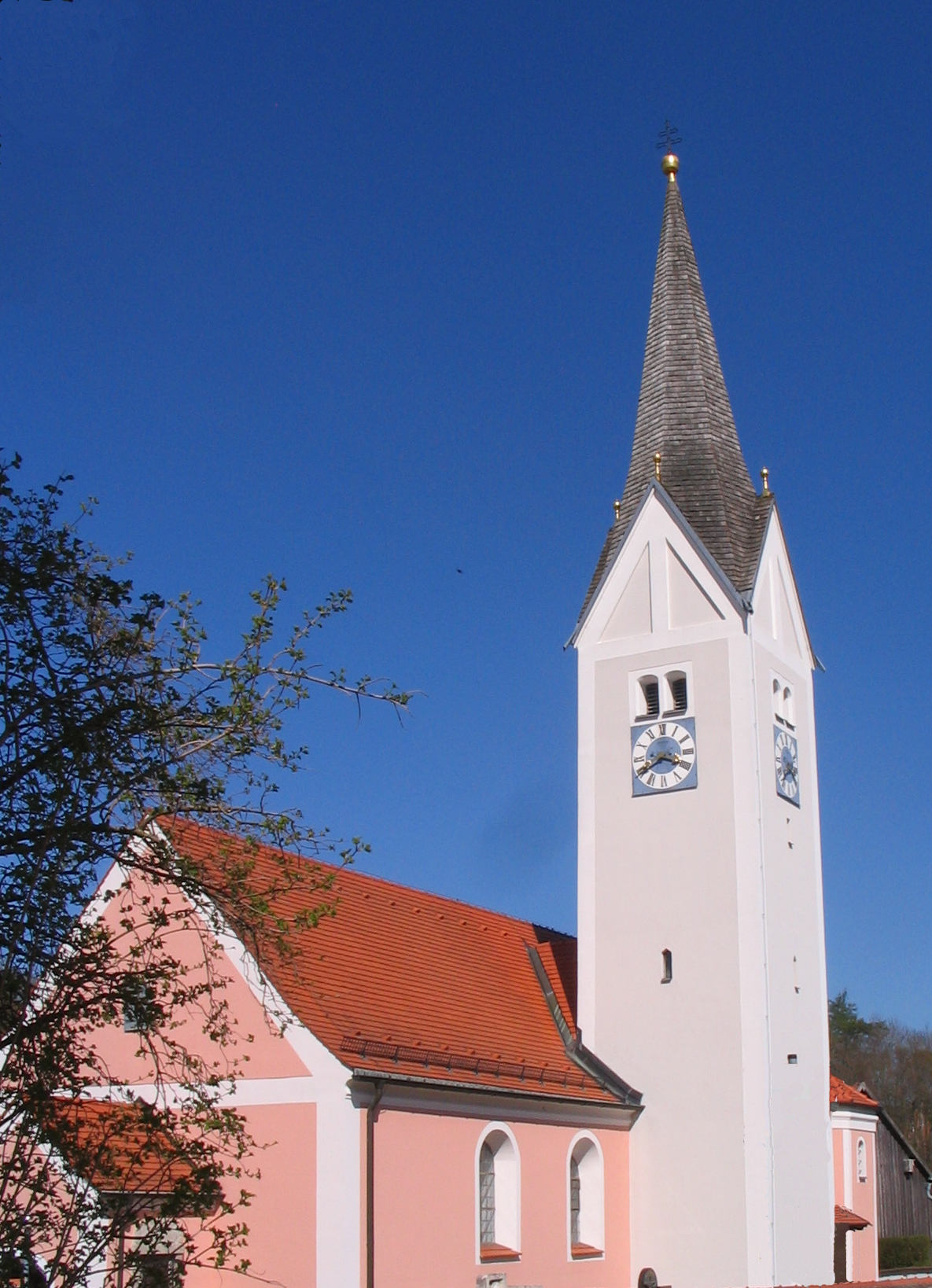
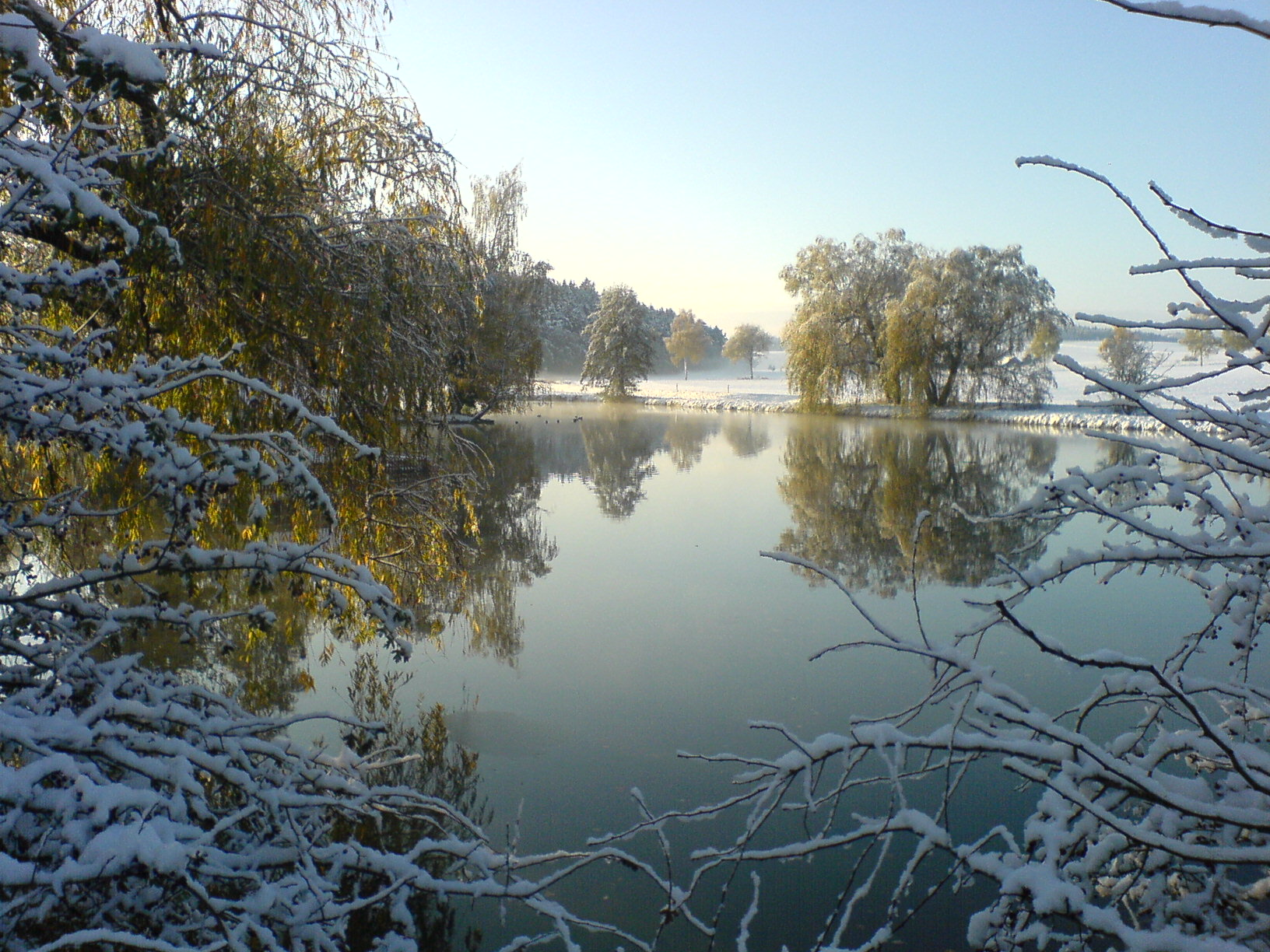
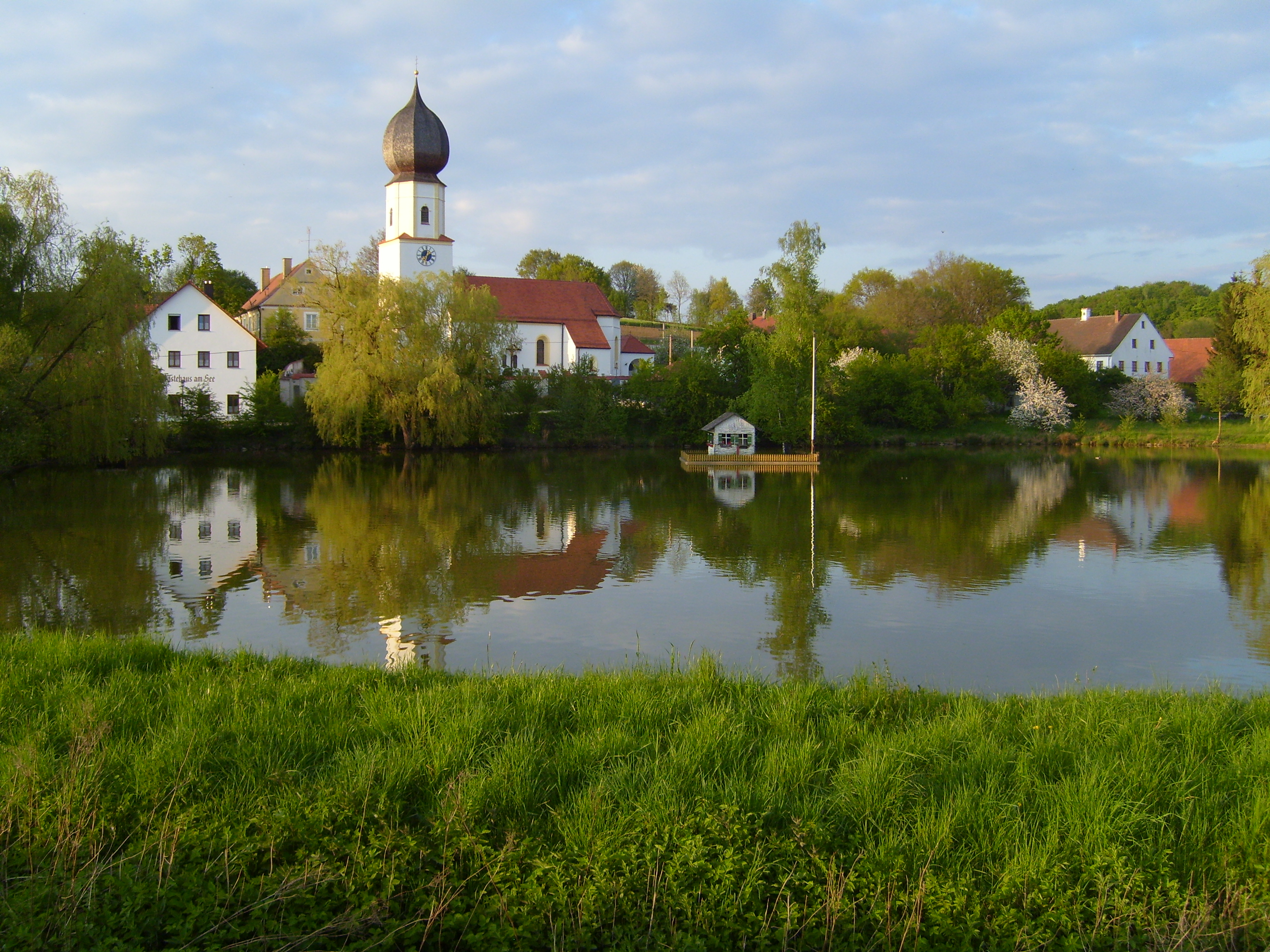